# Marcus Jacob Monrad
Marcus Jacob Monrad, född den 19 januari 1816 i Nøtterøy, Jarlsberg og Larvik amt, död den 30 december 1897 i Kristiania, var en norsk filosofisk och estetisk författare. Han var farfar till Cally Monrad.
Monrad blev teologie kandidat 1840 och blev som stipendiat vid Kristiania universitet "för att ägna sig åt filosofi och spekulativ teologi", i vilket syfte han 1842 sändes utomlands. I Berlin studerade han Friedrich von Schelling och i synnerhet Hegel, och 1844 kom han hem som övertygad hegelian. Monrad blev 1845 lektor och 1851 professor i filosofi. Hans författarskap är mycket omfattande. 
Till studenternas tjänst utarbetade han kompendier i Propedeutik (1849; 5:e upplagan 1896), Psychologie (1850; 5:e upplagan 1892) och Ethik (1851; 4:e upplagan 1885) och ett energiskt inlägg till De klassiske studiers betydning (1857, 2:a upplagan 1891; svensk översättning 1863). Vidare utgav han de för en större allmänhet avsedda Tolv forelæsninger over det skjønne (1859; 2:a upplagan 1873), en framställning av filosofiska Tankeretninger i den nyere tid. Et kritisk rundskue (1874) och en sammanfattning av sina filosofiska grundtankar i Udsigt over den høiere logik (1881). 
Hans huvudverk är Æsthetik (2 band, 1889–1890; även på tyska), ett av den hegelska skolans mera betydande bidrag till konstfilosofin. Under sina senare år var Monrad mycket upptagen av religionsfilosofi och författade Religion, religioner og christendom (1885), vars åskådningar närmare utvecklades i Christendommens mysterier betragtede fra fornuftens standpunkt (1895) och Den menneskelige viljefrihed og det onde (1897). 
Monrads inflytande vid universitetet var överväldigande; inte utan framgång sökte han hålla filosofiska riktningar, som var honom misshagliga, fjärran från dess lärostolar. Även utanför de akademiska kretsarna var han länge en auktoritet. I dagspressen skrev han flitigt i utpräglat konservativ riktning. Det var Monrad, som – anonymt i Morgonbladet den 17 oktober 1882 – uppmanade regeringen att "under åberopande av nödvärnsrätt" våga en statskupp för att rädda den kort därpå av riksrätten dömda ministärens sak.